# Botho von Wussow
Botho von Wussow (Luneburgo, 28 de septiembre de 1901-Múnich, 25 de mayo de 1971) fue un diplomático alemán y un miembro de la resistencia alemana al nazismo.

## Biografía
Botho von Wussow se formó en agricultura. En 1924 emigró a Chile, donde gestionó granjas. En 1935 regresó a Alemania, trabajando en la Oficina de Asuntos Exteriores del Partido Nacionalsocialista Obrero Alemán (NSDAP) como «experto de Inglaterra», aunque no era miembro del NSDAP. Cuando Joachim von Ribbentrop se convirtió en embajador en Londres, Wussow le acompañó.
En 1937 Botho von Wussow se casó con Mary Pilcher. La pareja luego tenía un hijo. A principios de 1938 Wussow regresó a Alemania, trabajando para la oficina de Ribbentrop en Berlín. Durante la Crisis de los Sudetes se formó una red de resistencia que quería evitar una guerra. Wussow apoyó esta red proporcionando información. En octubre de 1938 dejó de trabajar para la oficina de Ribbentrop.
Después del estallido de la Segunda Guerra Mundial, Wussow empezó a trabajar para el recién formado Departamento de Infomación del Ministerio de Asuntos Exteriores. Se puso en contacto con miembros de la resistencia en Berlín, participando en un encuentro del Círculo de Kreisau en 1941. También facilitó el contacto con Wilhelm Leuschner y fue uno de los informantes de los círculos de la resistencia berlinesa sobre la situación de la política exterior.
En 1942 fue trasladado a Lisboa, y él y su familia quedaron en Portugal hasta el final de la guerra. Después del final de la guerra hasta la muerte de su esposa en 1957 Wussow vivió en Chile otra vez. Murió en Múnich en 1971.